# Berlin-Totale: Wochenmarkt in Pankow
Berlin-Totale: Wochenmarkt in Pankow ist ein Dokumentarfilm der Staatlichen Filmdokumentation beim Staatlichen Filmarchiv der DDR von Gerd Barz aus dem Jahr 1973.

## Handlung
Um 3:30 Uhr wird mit dem Aufbau des Wochenmarktes in Berlin-Pankow begonnen, damit um 9:00 Uhr alles fertig ist. Der Markt ist in den letzten Jahren kleiner geworden, da viele Händler gestorben sind, und die jungen Leute haben wohl kein Interesse bei Wind und Wetter, im Sommer sowie auch im Winter im Freien zu arbeiten, auch liegt es nicht jedem, mit den Kunden umzugehen. Außerdem braucht man ein Fahrzeug, um die Waren anzuliefern, denn manche kommen sogar aus Köpenick zum Markt und trotzdem wird der wahrscheinlich noch ein paar Jahre bestehen, wie ein Händler vermutet.
Es ist 6:00 Uhr und noch immer treffen Händler ein, die ihre Stände aufbauen. Als die Uhr vom Rathaus Pankow 9:20 Uhr anzeigt, herrscht auf dem Markt bereits ein reges Treiben. Ein Verkehrsschild zeigt an, dass der Platz, außer an den Markttagen Dienstag und Freitag, als Parkplatz genutzt wird. Neben den Verkaufsständen gibt es auch einen Imbissstand, der von W. Ziervogel, Berlin-Weißensee, Bitburger Straße 101, der Inhaberin von Konnopke’s Imbiß, betrieben wird und der von Kunden sowie auch Händlern gut genutzt wird. Weiter geht der Blick über mehrere Verkaufsstände, wo es zum Beispiel Schuhe, Haushaltswaren, Blumen, Bekleidung, Obst und Gemüse zu kaufen gibt. Eine Händlerin erzählt, dass sie ihren Stand seit 23 Jahren, also seit 1949 betreibt, als sie das Geschäft von ihren Eltern geerbt hat. Ein Gemüsehändler verkauft ebenfalls bereits seit 21 Jahren auf dem Pankower Markt, ist aber im Wechsel auch auf dem Wochenmarkt Boxhagener Platz zu finden. Eine Blumenhändlerin ist bereits seit 1948 auf dem Markt tätig, als sie den Sohn eines Markthändlers heiratete und der das Geschäft seines Vaters übernahm. Auch die Antworten anderer Händler fallen ähnlich aus.
Inzwischen ist der Markt richtig voll. Auffallend ist, dass alle gekauften Waren in mitgebrachte Netze, Körbe, Taschen gefüllt werden und wenn wirklich eine Tüte gebraucht werden sollte, wird eine Spitztüte aus Zeitungspapier gedreht. Eine Kundin erzählt, dass sie bereits seit 1910, damals noch mit ihren Eltern, auf den Markt zum Einkaufen kommt, und ihr Mann ergänzt, immer zufrieden zu sein. Nur kleiner geworden ist er, denn früher bestand er aus vier Verkaufsreihen, während es heute nur noch zwei sind, doch wenn er ganz wegfällt, würde etwas fehlen. Um 13:00 Uhr beginnen die Händler mit dem Standabbau und der Reinigung des Platzes.

## Produktion und Aufführungen
Dieser Film wurde durch die Staatliche Filmdokumentation am Filmarchiv der DDR mit dem Reihentitel Berlin-Totale. Ein Filmdokument der Staatlichen Filmdokumentation. V. Handel, Versorgung und Dienstleistungen. 1. Märkte und Markthallen. a. Wochenmarkt in Pankow gedreht. Er war schwarzweiß im 16-mm-Format und nicht für eine öffentliche Aufführung vorgesehen.
2019 wurde er zusammen mit einigen weiteren Filmen aus dieser Reihe im Zeughauskino Berlin gezeigt, nachdem diese vor einigen Jahren wiederentdeckt worden waren.